# Establo Minezaki

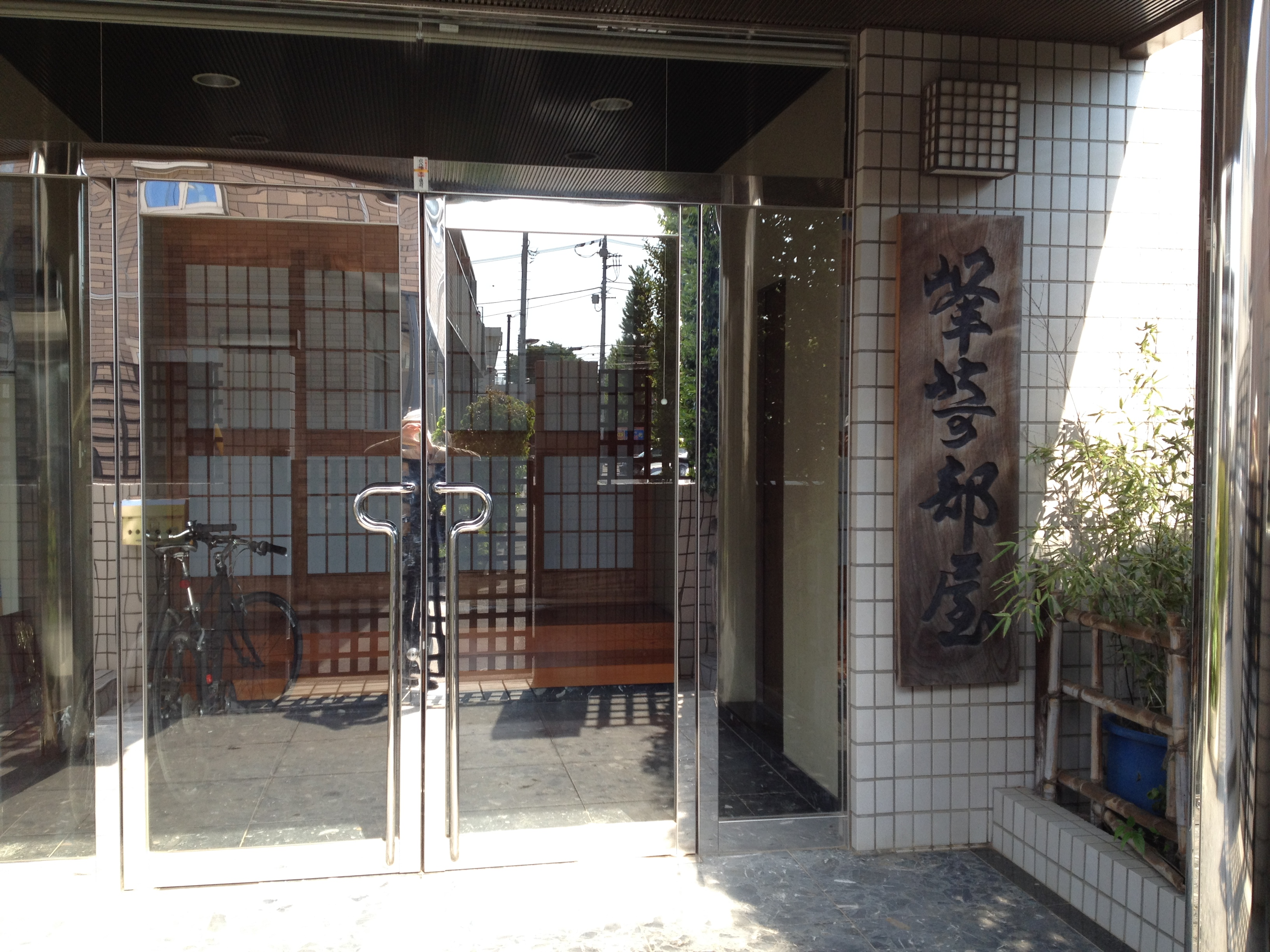
Entrada principal del difunto Establo Minezaki

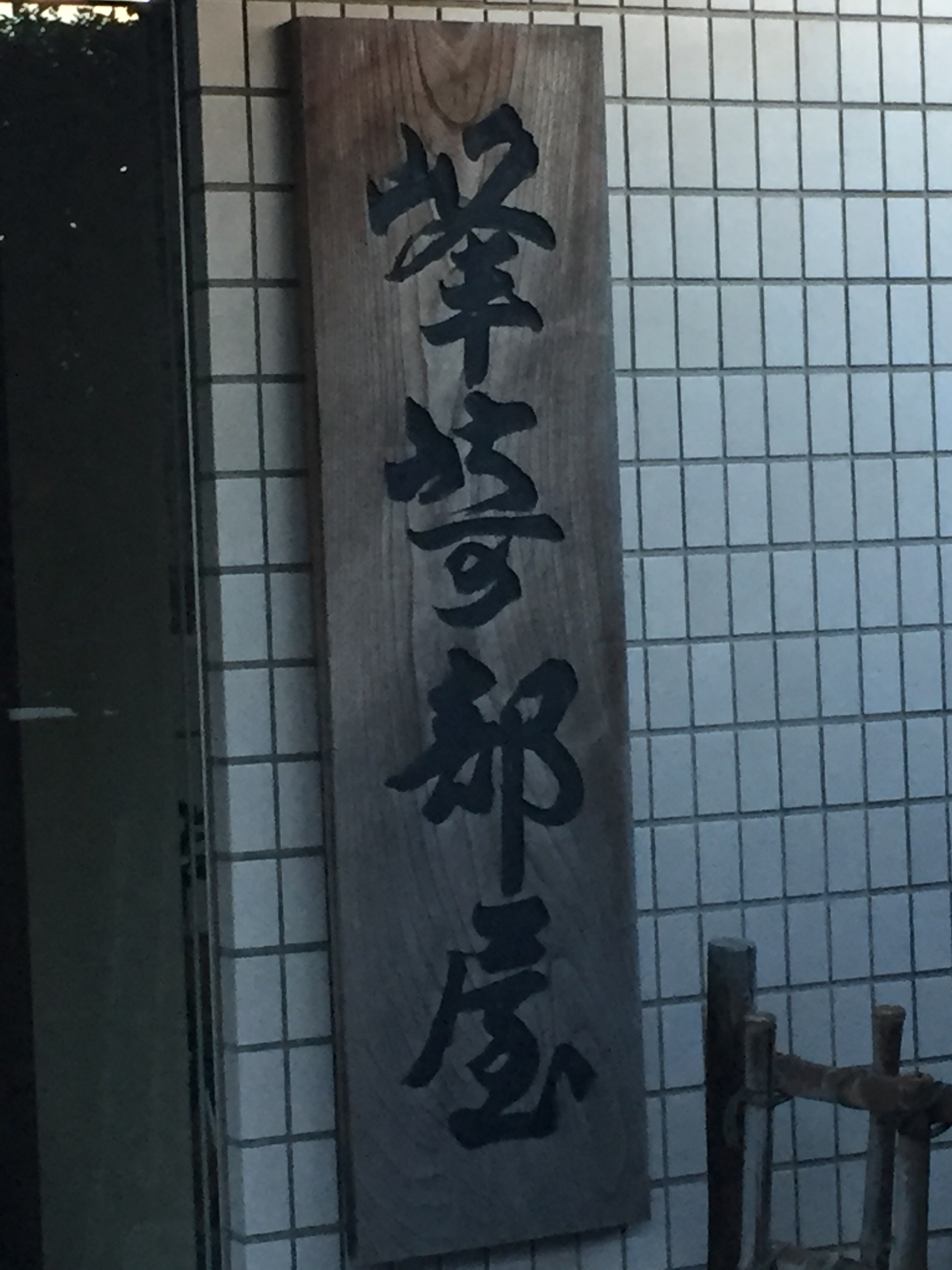
Placa de madera con el nombre del Establo Minezaki

El Establo Minezaki (峰崎部屋, Minezaki-beya) fue un establo de entrenamiento de sumo profesional. El establecimiento formó parte del ichimon Nishonoseki. Fue fundado en diciembre de 1988 por el ex maegashira Misugiiso tras independizarse del antiguo establo Hanaregoma, Misugiiso además decidió enrolar a su hermano menor como luchador en establo. Para enero de 2021, poseía un total de siete luchadores. El establo estuvo ubicado en el barrio especial de Nerima de la ciudad de Tokio. Tras el torneo de mayo de 2021, el establo absorbió al establo Hanakago liderado por el ex sekiwake Daijuyama, el cual se convirtió en entrenador asistente. El establo Minezaki nunca pudo producir un sekitori por su cuenta, sin embargo, este heredó al luchador Arawashi, el cual ya había pertenecido al establo Hanakago y al establo Araiso respectivamente, alcanzando luego la división jūryō en julio de 2011. El establo Minezaki ya poseía a un luchador mongol, Torugawa, pero se le permitió incorporar a otro luchador extranjero en sus filas debido a la fusión mencionada anteriormente. Al luchador surcoreano Ryūkiyama, perteneciente al establo Hanakago, se le permitió ser transferido por la misma razón.
En marzo de 2018, surgió un incidente en donde un luchador de menor rango del establo había sido víctima de abuso físico de parte de un luchador de más rango, resultando en su retiro. Los hechos no fueron reportados por el maestro Minezaki cuando ocurrieron, y este solo se vino enterar después de que el padre de la víctima le enviase un carta en donde relataba que su hijo fue agredido cuatro veces en el establo entre septiembre de 2017 y enero de 2018. El 29 de marzo, el luchador agresor recibió una suspensión por un torneo emitida por la Asociación Japonesa de Sumo y el maestro Minezaki recibió una reducción salarial del 10% por un período dos meses.
La degradación de Arawashi a la división makushita en julio de 2019 y su subsecuente retiro en enero de 2020, dejó al establo sin ningún sekitori. Tras el torneo de marzo de 2021, el establo cerró oficialmente ante el inminente retiro del maestro Minezaki el cual ya iba a alcanzar los 65 años edad en mayo. Los luchadores, maestros y árbitros de Minezaki fueron transferidos al establo Shibatayama. El resto del personal fue distribuido entre el establo Takadagawa y el establo Nishiiwa.

## Dueños
- 1988–2021: El séptimo (7°) Minezaki (iin, ex maegashira Misugiiso)

## Luchadores activos destacados
- Ninguno

## Exluchadores destacados
- Arawashi (ex maegashira)

## Entrenadores
- Hanakago Tadaaki (iin, ex sekiwake Daijuyama)

## Gyōji
- Kimura Ginjirō (makuuchi gyōji, de nombre real: Noriyuki Itoi)
- Kimura Mitsunosuke (jūryō gyōji, de nombre real: Makoto Kawahara)
- Kimura Kazuma (makushita gyoji, de nombre real: Kazuma Okada)

## Yobidashi
- Hiroyuki (jūryō yobidashi, de nombre real: Hiroyuki Kon)
- Masao (jūryō yobidashi, de nombre real: Noriyuki Ōtaka)

## Tokoyama
- Tokoaki (tokoyama de cuarta clase)

## Ubicación y acceso
Tagara 2-20-3, barrio especial de Nerima, Tokio. Cerca de la Estación Chikatetsu Akatsuka (Línea Yūrakuchō)